# Siedliska (Koszyce)
Pour les articles homonymes, voir Siedliska.
Siedliska est une localité polonaise de la gmina de Koszyce, située dans le powiat de Proszowice en voïvodie de Petite-Pologne.